# Ryōko Shintani
Ryōko Shintani (新谷 良子 Shintani Ryōko?, nacida el 31 de marzo de 1981) es una cantante y una actriz de voz japonesa.

## Filmografía
- Almaflora en Ixion Saga DT.
- Hinata Sugai en Amaenaideyo!!.
- Milfeulle Sakuraba en Galaxy Angel.
- Sae en Hidamari Sketch.
- Mikaru Amagi en Mermaid Melody.
- Aoi Senō en Mai HiME.
- Mika en Eiken.
- Himeko Tsubaki en Hime-sama Goyoujin.
- Souka en Gadget Trial.
- Sanae Kise en Kenkō Zenrakei Suieibu Umishō.
- Natsuki Hikuhara en DearS.
- Nami Hitō en Sayonara Zetsubou Sensei.
- Momoi Sachi en Maria Holic.
- Rihoko Sakurai en Amagami.
- Hitomi Shizuki  en Puella Magi Madoka Magica.
- Uzate Uzamu en Joshiraku.
- USA (ver.femenina) en un capítulo especial de la 5 temporada de Hetalia.
- Konomi Fujimiya  en Non Non Biyori.

## Discografía

### Sencillos
- 2003-08-27: Waga mama date show (ワガママ date show?)
- 2003-09-26: Ai no Uta Dakara (あいのうただから?)
- 2003-10-22: ray of sunshine
- 2004-09-23: Koi no Kouzou/Trickster (恋の構造／トリックスター?)
- 2004-11-26: Wonderstory/HAPPY END
- 2005-03-02: Sekai de Ichiban Boku ga Suki! (世界でいちばんボクが好き！?) — tema principal de Damekko Doubutsu
- 2005-10-05: Happiest Princess — opening deWhite Princess the second (Juego de PS2)
- 2006-05-24: CANDY☆POP☆SWEET☆HEART — Ending de Hime-sama Goyoujin

### Álbumes
- 2003-03-07: Pink no Bambi (ピンクのバンビ?)
- 2004-04-28: Fancy Frill (ファンシー☆フリル?)
- 2005-05-25: Pretty Good!
- 2006-11-15: Sora ni Tokeru Niji to Kimi no Koe (空にとける虹と君の声?)
- 2007-19-12: Wonderful world
- 2009-18-02: Marching monster
- 2011-15-03: Unlocker

#### Recopilatorios
- 2007-14-02: The great bamby pop swindle

### Otros
- 2004-12-22: chu→lip revolver (chu→lip☆リボルバー?)
- 2005-07-21: LoveRevo Uhhyara CD - Tulip 'Ten' no maki (ラブリボうっひゃらCD ちゅーりっぷ「天」の巻?)
- 2005-08-24: LoveRevo Uhhyara CD - Tulip 'Chi' no maki (ラブリボうっひゃらCD ちゅーりっぷ「地」の巻?)
- 2005-10-26: LoveRevo Uhhyara CD - Tulip 'Jin' no maki (ラブリボうっひゃらCD ちゅーりっぷ「人」の巻?)
- 2006-04-05: Otanjoubi CD LoveRevo ~hime to anata to obake-chan~ (おたんじょうびCD らぶりぼ～姫とあなたとおばけちゃん～?)